# Stiftung Bildungspakt Bayern
Die Stiftung Bildungspakt Bayern wurde am 12. Oktober 2000 unter der Schirmherrschaft des Bayerischen Ministerpräsidenten Edmund Stoiber gegründet und ist eine Public Private Partnership der Bayerischen Staatsregierung mit 143 Unternehmen im Freistaat Bayern.
Für die Stiftung wurde ein Grundstockvermögen von 5,5 Millionen Euro bereitgestellt. Zweck ist die Mitgestaltung eines modernen und zukunftsfähigen Bildungswesens.

## Projekte
Um den Prozess der inneren Schulentwicklung auf breiter Basis zu fördern und in der bayerischen Bildungslandschaft nachhaltig zu verankern, initiiert und konzipiert die Stiftung so Großprojekte.

### Aktuelle Projekte
2022 gibt es die folgenden Projekte:
- isi (Innere Schulentwicklung Innovationspreis) und isi DIGITAL –  Schulinnovationspreis seit 2019 mit Schwerpunkt auf dem Einsatz digitaler Technologien
- Prüfungskultur innovativ – Erweiterung des Spektrums der Leistungsnachweise
- WIRKSTATT NACHHALTIGKEIT – Schülerinnen und Schüler erarbeiten kreative Lösungen im Bereich Nachhaltigkeit
- StarSV – Stärkung der Kommunikation und Zusammenarbeit im Mittelschulverbund
- PERLEN 4.0 – Personalisiertes Lernen an der Berufsschule
- BiG 2.0 (Bildung im Generationen-Verbund) – Gemeinsames digitales Lernen verschiedener Generationen
- Werte.BS – Wertebildung und Demokratieerziehung in der Berufsschule
- Führung KOOPERATIV – Führungskultur an Förderschulen
- Digitale Schule 2020 – Konzepte und Strategien für digitale Medien an der gesamten Schule
- Bilinguale Grundschule – Unterricht auf Englisch oder Französisch an der Grundschule
- TAFF (Talente Finden und Fördern) – Stärkung von Selbstwertgefühl und -vertrauen von Lernenden der Mittelschule
- ProfiLe (Professionelle Lehrerrolle) – Unterstützung von angehenden Lehrkräften in der Entwicklung einer professionellen pädagogischen Haltung
- ElternMitWirkung – Mitgestaltung und Mitverantwortung des Schulalltags durch Eltern
- Perspektive Beruf – Vorbereitung von jungen Geflüchteten auf Ausbildung und Beruf

### Abgeschlossene Projekte
Bis 2022 wurden die folgenden Projekte abgeschlossen:
- MODUS21 (MODell Unternehmen Schule im 21. Jahrhundert – mehr Selbstständigkeit und unternehmerisches Denken an Schulen) (2002–2008)
- i lern (bayr.: „ich lerne“) – Notebooks für den Klassenverbund (2003–2007)
- Exercitium Paedagogicum (Die Ergebnisse der abgeschlossenen Pilotphase des Modellversuchs, bei dem Studenten als Unterrichtsassistenten eingesetzt werden, wurden vom Kultusministerium übernommen.) (2004–2006)
- KiDZ (Kindergarten der Zukunft) – individuelle Frühförderung von Kindern von drei bis sechs Jahren (2004–2009)
- Talent im Land – Bayern – Schülerstipendien für begabte Zuwanderer (2005–2008)
- Fokus Hauptschule – Hauptschule als sprengelübergreifende Angebotsschule in Großstädten (2005–2009)
- V.i.P. (Vertrauen in Partnerschaft) – neue Impulse für die Elternarbeit (2006–2008)
- Profil 21 – Berufliche Schule in Eigenverantwortung (2006–2011)
- MODUS F (MODUS Führung) – Erprobung und Entwicklung neuer Führungsstrukturen an Schulen (2006–2013)
- mathe macchiato – Einrichtung eines Schülercafés als Leasingmodell (2007–2008)
- GribS – Grundschulen zur individuellen Förderung bayerischer Schülerinnen und Schülern (2007–2011)
- KOMPASS – Kompetenz aus Stärke und Selbstbewusstsein (2007–2011)
- Berufsschule plus (2008–2011)
- Flexible Grundschule – Flexibilisierung des Anfangsunterrichts in der Eingangsstufe (2010–2014)
- Center of Excellence – Auszeichnung von Qualität in der Schulentwicklung

## Leitungsfunktionen
Vorsitzender des Stiftungsrats ist Wolfram Franz Martin Hatz, Präsident der Vereinigung der Bayerischen Wirtschaft. Ehrenvorsitzender des Stiftungsrats ist Michael Piazolo, Bayerischer Staatsminister für Unterricht und Kultus. Die Vorsitzende des Stiftungsvorstands ist Anna Stolz, Kultusstaatssekretärin im Bayerischen Staatsministerium für Bildung und Kultus, Wissenschaft und Kunst.